# Башаев, Тамерлан Таусович
Тамерла́н Та́усович Баша́ев (род. 22 апреля 1996, Москва) — российский дзюдоист и самбист, чемпион России, обладатель Кубков Европы, чемпион и призёр чемпионатов Европы, призёр чемпионатов мира, бронзовый призёр летних Олимпийских игр 2020 года в Токио. Заслуженный мастер  спорта России (2021) по дзюдо. Живёт в Москве. Выступает за ЦСКА, ранее выступал за клуб «Динамо» (Москва). Член сборной команды страны с 2018 года.  Младший брат Зелимхана Башаева. Чеченец.
На Олимпиаде в Токио Башаев в первой схватке победил сенегальца Мбагдника Ндияе. В следующем поединке россиянин сенсационно победил 3-кратного олимпийского чемпиона француза Тедди Ринера. В полуфинале Башаев уступил грузину Гураму Тушишвили. В утешительной схватке россиянин победил украинца Якова Хаммо и стал бронзовым призёром Олимпиады.
Весной 2024 года на предолимпийском чемпионате мира, который состоялся в Объединённых Арабских Эмиратах, Тамерлан завоевал бронзовую медаль. В поединке за третье место он одолел соперника из Чехии Лукаша Крпалека.

## Спортивные результаты
| Олимпийские игры 2020                                 | 3 |
| Чемпионат мира по дзюдо 2021                          | 2 |
| Первенство мира среди юниоров 2015                    | 1 |
| "Мастерс 2018" в Гуанчжоу                             | 3 |
| Турнир Большого шлема по дзюдо 2021 года в Казани     | 1 |
| Турнир Большого шлема по дзюдо 2021 года в Анталии    | 1 |
| Турнир Большого шлема по дзюдо 2021 года в Тель-Авиве | 2 |
| Турнир Большого шлема по дзюдо 2020 в Венгрии         | 2 |
| Турнир Большого шлема по дзюдо 2019 в Екатеринбурге   | 1 |
| Турнир Большого шлема по дзюдо 2018 в Осаке           | 3 |
| Турнир Большого шлема по дзюдо 2018 в Екатеринбурге   | 3 |
| Чемпионат Европы по дзюдо 2020                        | 1 |
| Чемпионат Европы по дзюдо 2018                        | 2 |
| Первенство Европы среди молодёжи 2017                 | 1 |
| Первенство Европы среди молодёжи 2016                 | 2 |
| Первенство Европы среди юниоров 2016                  | 3 |
| Первенство Европы среди юниоров 2014                  | 3 |
| Гран-при по дзюдо 2018 в Канкуне                      | 3 |
| Гран-при по дзюдо 2018 в Тунисе                       | 3 |
| Открытый чемпионат Европы в Риме 2017                 | 3 |
| Кубок Европы в Саарбрюккене 2017                      | 2 |
| Кубок Европы в Белграде 2016                          | 1 |
| Кубок Европы в Подчетртеке 2016                       | 1 |
| Кубок Европы в Оренбурге 2016                         | 1 |
| Кубок Европы среди юниоров в Санкт-Петербурге 2016    | 3 |
| Кубок Европы среди юниоров в Берлине 2015             | 1 |
| Кубок Европы среди юниоров в Лайбнице 2015            | 1 |
| Кубок Европы среди юниоров в Санкт-Петербурге 2015    | 3 |

## Награды
- Медаль ордена «За заслуги перед Отечеством» II степени (11 августа 2021) — за большой вклад в развитие отечественного спорта, высокие спортивные достижения, волю к победе, стойкость и целеустремленность, проявленные на Играх XXXII Олимпиады 2020 года в городе Токио (Япония)[4]
- Медаль «За заслуги перед Чеченской Республикой» (25 июня 2021) — за высокие спортивные достижения, получившие международное признание